# Yunhong
Yunhong (kinesiska: 云红街道, 云红) är en socken i Kina. Den ligger i provinsen Shandong, i den östra delen av landet, omkring 120 kilometer norr om provinshuvudstaden Jinan. Antalet invånare är 29 424. Befolkningen består av 14 429 kvinnor och 14 995 män. Barn under 15 år utgör 16,0 %, vuxna 15-64 år 74 %, och äldre över 65 år 8,0 %.
Genomsnittlig årsnederbörd är 750 millimeter. Den regnigaste månaden är juli, med i genomsnitt 282 mm nederbörd, och den torraste är mars, med 3 mm nederbörd.